# Michael Pearson (Schriftsteller, 1924)
Michael Pearson (* 1924 in Buenos Aires) ist ein britischer Journalist und Schriftsteller.

## Leben
Bereits im Alter von 16 Jahren wurde er Reporter in einer kleinen Nachrichtenagentur. Michael Pearson schrieb Theaterstücke, Artikel für Zeitschriften und Kurzgeschichten, veröffentlichte überdies elf Bücher. Er verfasste u. a. zwei Romane, Sachbücher über die Amerikanische Revolution, Prostitution in  Großbritannien während des Viktorianischen Zeitalters,  Lenins Reise im plombierten Wagen im April 1917, eine Biografie über Inessa Armand und einen Thriller. Die Werke wurden in 12 Sprachen übersetzt. Er lebt mit Ehefrau Susan Pearson und drei Kindern in London.

## Werke
- mit Bill Strutton: The secret invaders. Hodder & Stoughton, London 1958.
- The millionaire mentality. Secker & Warburg, London 1961.
- The million dollar-bugs. G. P. Putnam’s Sons, New York 1969.
- Those damned rebels. The American Revolution es seen trough British eyes. G. P. Putnam’s Sons, New York 1972.
- The age of consent. Victorian prostitution and its enemies. David & Charles, 1972 → US-Ausgabe: The five Pound virgins / The £5 Virgins. Saturday Review Press, New York 1972.
- The sealed train. Putnam, New York 1975. Digitalisat
  - deutsche Übersetzung von Götz Pommer: Der plombierte Waggon. Lenins Weg aus dem Exil zur Macht. Universitas Verlag, Berlin 1977, ISBN 3-8004-0845-7.
  - französische Übersetzung: Le wagon plombé. Lénine année 17 – De l’exil au pouvoir. 1987.
  - italienische Übersetzung: Il treno piombato. Sperling & Kupfer, Mailand, 1976.
- Tears of glory. The betrayal of Vercors, 1944. Macmillan Publishers, London 1978.
- The store. historischer Roman/Familiensaga. Simon & Schuster, New York 1981.
  - deutsche Übersetzung von Hermann Stiehl: Das Warenhaus. Rowohlt, Reinbek bei Hamburg 1982, ISBN 978-3-498-05240-9.
  - französische Übersetzung: La fortune des Kingston. Pierre Belfond, 1982.
- The keys of the city. Roman. Warner Books, New York 1985.
  - französische Übersetzung: Une femme d’argent. J’ai lu, Paris 1999.
- The shadow of Elizabeth. Thriller. William Heinemann Ltd., London 1990.
  - polnische Übersetzung: Cień Elżbiety. Amber, 1991.
- Millennial dreams and moral dilemmas. Seventh-day adventism and contemporary ethics. Cambridge University Press, Cambridge 1990, ISBN 978-0-521-09148-0.
- Inessa. Lenin’s mistress. Gerald Duckworth & Co., London 2001. → Ausgabe 2002: Lenin’s mistress. The life of Inessa Armand.
  - türkische Übersetzung: Aşk ve Devrim. İnessa-Lenin’in Sevgilisi. Karsi Yayinlari, 2010.